# Annonciation (Titien)
Pour les articles homonymes, voir Annonciation (homonymie).
Annonciation est un tableau réalisé par le peintre italien Titien vers 1563-1566. De format vertical, cette grande huile sur toile est une peinture chrétienne qui représente l'Annonciation sous des nuées peuplées de putti. L'œuvre est conservée dans l'église San Salvador de Venise, en Vénétie.